# Београд наше младости
Београд наше младости је двојезична фото–монографија Јована Ђорђевића објављена 8. јула 2020. 

## О књизи
Јован Ђорђевић је шетајући улицама Београда фотографисао људе, улице, зграде, атмосферу шездесетих година прошлог века са циљем да их сачува од заборава.
Књигу су приредиле Бранка Наканиши, ћерка Јована Ђорђевића, и Драгољуб Гајић.
Двојезична фото–монографија садржи 240 фотографија насталих у периоду између 1959. и 1969. године и представља хронику једног времена. На почетку садржи поруку:
Београд је и иначе био тема свих значајних српских фотографа тога времена, али он је више радио за своју душу. Јован Ђорђевић је остао веран свом стилу, а то је оно што се међу креативним фотографима одувек описивало само једним изразом: стил поштене фотографије. Не знам како ове фотографије доживљавају други, али мени је покаткад до бола потресно да листам Јованове фотографије, да још једном видим места наше младости, места која, таква, никад више нећу видети. [...] Ту су, згуснути: и време, и доба, и људи које смо сретали, познавали или не познавали, свеједно, али увек волели.— Горан Малић, уметник, критичар и историчар фотографије